# Янувек (Карконоський повіт)
Янувек (пол. Janówek, нім. Johnsdorf) — село в Польщі, у гміні Єжув-Судецький Карконоського повіту Нижньосілезького воєводства.
Населення — 176 осіб (2011).
У 1975-1998 роках село належало до Єленьогурського воєводства.

## Демографія
Демографічна структура станом на 31 березня 2011 року:
|          | Загалом | Допрацездатний вік | Працездатний вік | Постпрацездатний вік |
| -------- | ------- | ------------------ | ---------------- | -------------------- |
| Чоловіки | 81      | 16                 | 62               | 3                    |
| Жінки    | 95      | 21                 | 66               | 8                    |
| Разом    | 176     | 37                 | 128              | 11                   |